# دیلن بردی
دیلن مارشال بردی (به انگلیسی: Dylan Marshall Brady؛ زادهٔ ۲۷ نوامبر ۱۹۹۳) تهیه‌کنندهٔ موسیقی و خواننده-ترانه‌پرداز آمریکایی می‌باشد. وی بیشتر به‌عنوان عضوی از گروهٔ موسیقی دونفرهٔ سبک الکترونیک تجربی ۱۰۰ گکز درکنار لورا لس شناخته می‌شود. 